# Manuel Ballarín
Manuel Ballarín Lancuentra (Aragón, 1863-Campo, 23 de septiembre de 1915) fue un cerrajero y forjador español.

## Biografía

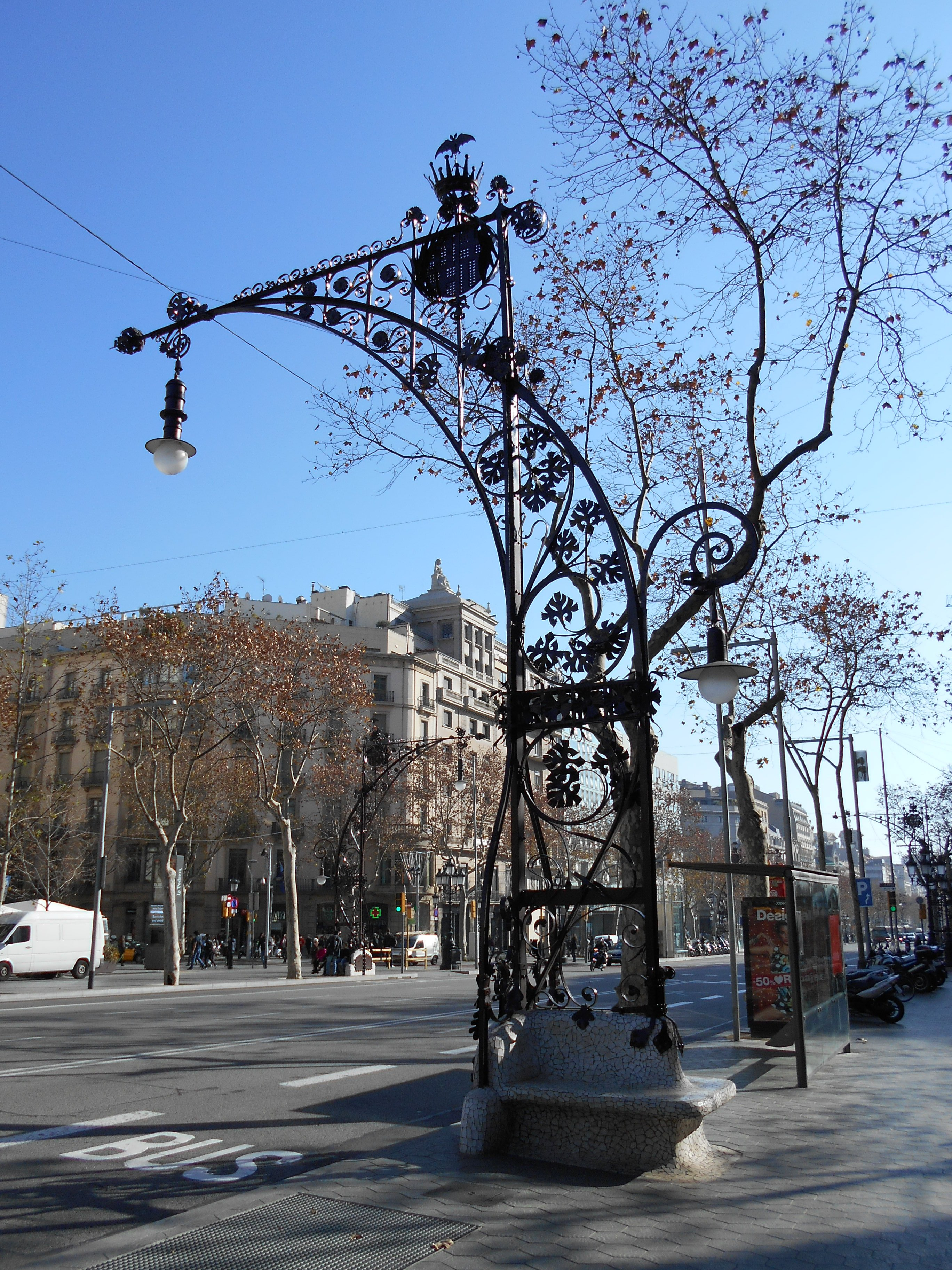
Uno de los bancos-farolas del paseo de Gracia de Barcelona (1906)

Creó un taller de forja y fundición en Barcelona en 1885, llamado Casa Ballarín, uno de los más prestigiosos del momento. Contó con la colaboración de varios especialistas en diversas áreas, como Francesc Pujols, embutidor; Josep Guardiola, forjador; y Andreu Carbonell, ajustador.
Fue colaborador de varios arquitectos, especialmente Josep Puig i Cadafalch, para el que elaboró los elementos de forja de las casas Martí, Amatller, Macaya, Terrades, Barón de Quadras y Pere Company, así como la reja del V Misterio de Dolor del Rosario Monumental de Montserrat; Pedro Falqués —que era su cuñado—, para el que elaboró los bancos-farolas del paseo de Gracia de Barcelona y la marquesina de hierro y cristal del Bar Torino; Enric Sagnier, para el que forjó las rejas del Palacio de Justicia de Barcelona; o Antoni Gaudí, para el que confeccionó la reja del Primer Misterio de Gloria del Rosario Monumental de Montserrat.
Se dedicó también a la elaboración de cajas de caudales, básculas y otros objetos de metal.